# Amblypsilopus superans
Amblypsilopus superans är en tvåvingeart som beskrevs av Walker 1860. Amblypsilopus superans ingår i släktet Amblypsilopus och familjen styltflugor. Inga underarter finns listade i Catalogue of Life.